# Municipio de Maroa
El municipio de Maroa (en inglés: Maroa Township) es un municipio ubicado en el condado de Macon en el estado estadounidense de Illinois. En el año 2010 tenía una población de 2100 habitantes y una densidad poblacional de 19,41 personas por km².

## Geografía
Según la Oficina del Censo de los Estados Unidos, el municipio tiene una superficie total de 108.18 km², de la cual 108,18 km² corresponden a tierra firme y (0 %) 0 km² es agua.

## Demografía
Según el censo de 2010, había 2100 personas residiendo en el municipio de Maroa. La densidad de población era de 19,41 hab./km². De los 2100 habitantes, el municipio de Maroa estaba compuesto por el 96,24 % blancos, el 0,62 % eran afroamericanos, el 0,38 % eran amerindios, el 0,57 % eran asiáticos, el 0,86 % eran de otras razas y el 1,33 % eran de una mezcla de razas. Del total de la población el 2,24 % eran hispanos o latinos de cualquier raza.